# Petalit
Petalit (auch Castorit bzw. Kastorit) ist ein selten vorkommendes Mineral aus der Mineralklasse der „Silikate und Germanate“ mit der chemischen Zusammensetzung Li[4]Al[4][Si4O10] und damit chemisch gesehen ein Lithium-Aluminium-Silikat. Strukturell gehört Petalit zu den Schichtsilikaten.
Petalit kristallisiert im monoklinen Kristallsystem und entwickelt nur selten gut ausgebildete Kristalle mit dicktafeligem bis säuligem Habitus. Meist findet er sich in Form blättriger, spaltbarer oder massiger Mineral-Aggregate. In reiner Form ist das Mineral farblos und durchsichtig. Durch vielfache Lichtbrechung aufgrund von Gitterbaufehlern oder polykristalliner Ausbildung kann es jedoch auch weiß erscheinen und durch Fremdbeimengungen eine gelblichgraue und selten auch rötliche oder grünliche Farbe annehmen, wobei die Transparenz entsprechend abnimmt. Die Strichfarbe ist jedoch immer weiß. Sichtbare Kristallflächen weisen einen glasähnlichen Glanz auf, Spaltflächen schimmern dagegen perlmuttartig.
Mit einer Mohshärte von 6 bis 6,5 entspricht er in etwa dem Referenzmineral Orthoklas, lässt sich also mit einer Stahlfeile gerade noch ritzen.

## Etymologie und Geschichte
Erstmals entdeckt wurde das Mineral auf Utö nahe (22 km ONO) Nynäshamn in der schwedischen Provinz Södermanland und beschrieben 1800 durch José Bonifácio de Andrada e Silva, der es nach dem griechischen Wort πέταλον [petalon] für Blatt benannte, um auf dessen vollkommene Spaltbarkeit hinzuweisen.
Der schwedische Chemiker Johan August Arfwedson entdeckte 1817 im Petalit als erster das Element Lithium.

## Klassifikation
In der veralteten 8. Auflage der Mineralsystematik nach Strunz gehörte der Petalit zur Mineralklasse der „Silikate und Germanate“ und dort zur Abteilung der „Gerüstsilikate (Tektosilikate)“, wo er zusammen mit Bikitait im Anhang der „Nephelin-Trimerit-Gruppe“ mit der System-Nr. VIII/F.01 und den Haupt-Mitgliedern Chkalovit (auch Tschkalowit), Kaliophilit, Kalsilit, Nephelin, Trikalsilit (auch Tri-Kalsilit) zu finden war.
Im zuletzt 2018 überarbeiteten und aktualisierten Lapis-Mineralienverzeichnis nach Stefan Weiß, das sich aus Rücksicht auf private Sammler und institutionelle Sammlungen noch nach dieser alten Form der Systematik von Karl Hugo Strunz richtet, erhielt das Mineral die System- und Mineral-Nr. VIII/J.03-10. In der „Lapis-Systematik“ entspricht dies ebenfalls der Abteilung „Gerüstsilikate“, wo Petalit zusammen mit Lisitsynit und Virgilit eine eigenständige, aber unbenannte Gruppe bildet.
Die seit 2001 gültige und von der International Mineralogical Association (IMA) zuletzt 2009 aktualisierte 9. Auflage der Strunz’schen Mineralsystematik ordnet den Petalit dagegen in die Abteilung der „Schichtsilikate (Phyllosilikate)“ ein. Diese ist zudem weiter unterteilt nach der Struktur der Schichten, so dass das Mineral entsprechend seinem Aufbau in der Unterabteilung „Einfache Netze aus Sechsfach-Ringen, verbunden über M[4], M[8] usw.“ zu finden ist, wo es als einziges Mitglied die unbenannte Gruppe 9.EF.05 bildet.
Auch die vorwiegend im englischen Sprachraum gebräuchliche Systematik der Minerale nach Dana ordnet den Petalit in die Klasse der „Silikate und Germanate“, dort allerdings in die bereits feiner unterteilte Abteilung der „Schichtsilikate: Zweidimensionale unbegrenzte Lagen mit anderen als sechsgliedrigen Ringen“ ein. Hier ist er als einziges Mitglied in der unbenannten Gruppe 72.06.01 innerhalb der Unterabteilung „Schichtsilikate: Zweidimensionale unbegrenzte Lagen mit anderen als sechsgliedrigen Ringen: tetraedrische Al-Zwischenverbindungen“ zu finden.

## Kristallstruktur
Petalit kristallisiert monoklin in der Raumgruppe P2/a (Raumgruppen-Nr. 13, Stellung 3) mit den Gitterparametern a = 11,74 Å; b = 5,17 Å; c = 7,63 Å und β = 112,5° sowie 2 Formeleinheiten pro Elementarzelle.

## Eigenschaften
Vor dem Lötrohr färbt Petalit die Flamme rot.
Mit Borax schmilzt er zu einer weiß durchscheinenden Perle und mit Natriumammoniumphosphat (Sal microcosmicum) ergibt sich eine gelblichweiße, feine blasige Perle. Er ist unempfindlich gegenüber Säuren und löst sich auch in Salpetersäure nur schwer.

## Bildung und Fundorte

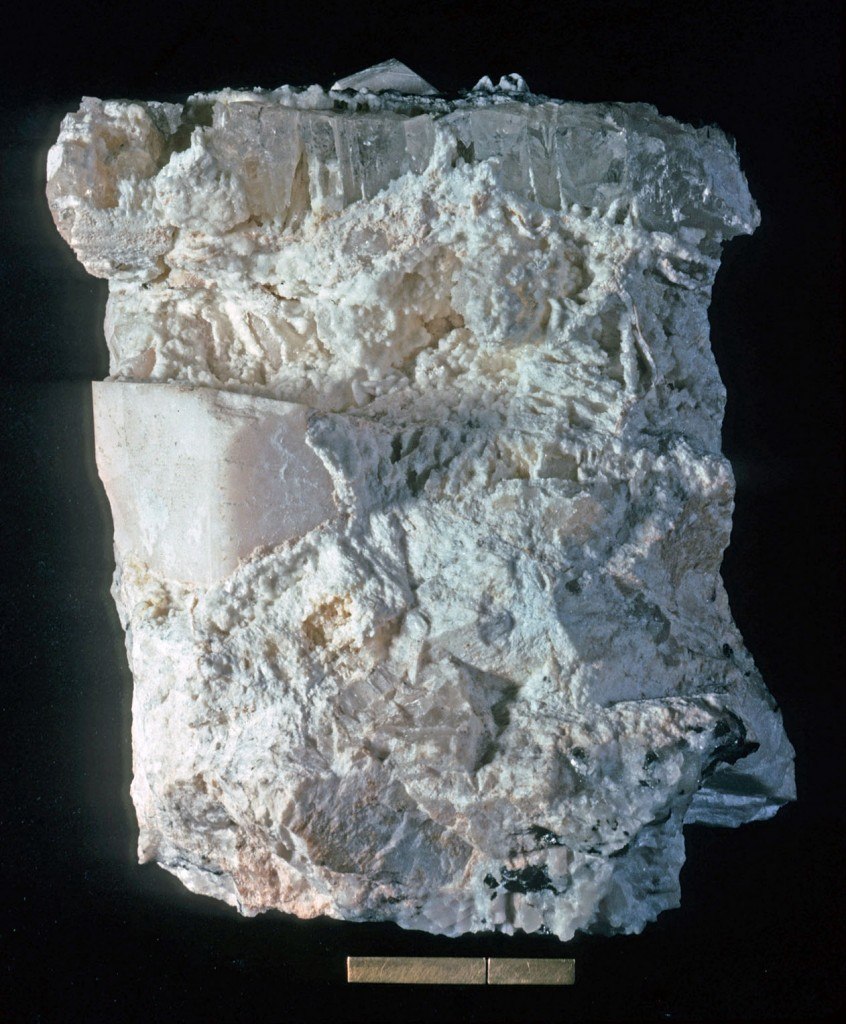
Weißer Petalit aus San Piero in Campo, Campo nell’Elba, (Insel Elba), Italien (Vergleichsmaßstab: 1 Zoll (= 2,54 cm) mit Einkerbung bei 1 cm)

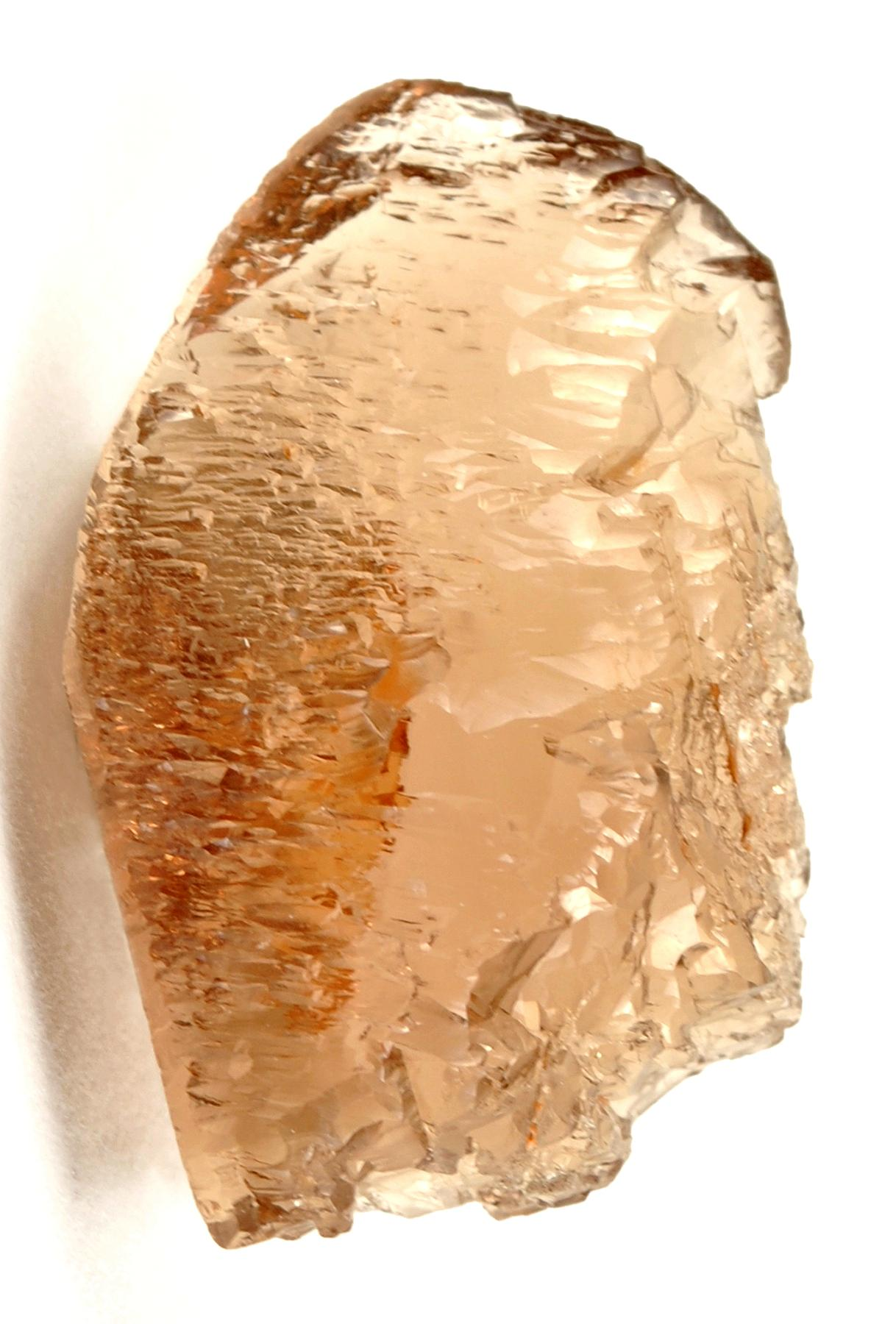
Rosa Petalit aus Mogok, Distrikt Pyin U Lwin, Mandalay-Division, Myanmar (Größe: 3,8 × 2,4 × 1,6 cm)

Petalit bildet sich in lithiumhaltigen Granit-Pegmatiten. Als Begleitminerale treten unter anderem Albit, Lepidolith, Mikroklin, Pollucit, Quarz, Spodumen, Topas und verschiedene Turmaline auf.
Als seltene Mineralbildung konnte Petalit bisher nur an wenigen Fundorten nachgewiesen werden, wobei bisher (Stand: 2012) rund 90 Fundorte als bekannt gelten. Neben seiner Typlokalität Utö im Södermanland fand sich das Mineral in Schweden noch bei Ultevis in Lappland, bei Järkvissle und Västanå in der Gemeinde Sundsvall (Medelpad) sowie in der Åkerberg Mine und bei Varuträsk in der Gemeinde Skellefteå (Västerbotten).
Bekannte Fundorte sind unter anderem Bikita in Simbabwe und Varuträsk in Schweden, wo Kristallmassen von mehreren Metern Länge zutage traten. Bei Paprok in Afghanistan wurden gut 20 cm große Kristalle gefunden und bei Araçuaí (Minas Gerais) in Brasilien Kristalle mit etwa 10 cm Durchmesser.
Weitere Fundorte liegen unter anderem in Angola, Äthiopien, Westaustralien, China, Finnland, Frankreich, Italien, Japan, Kanada, Mosambik, Myanmar, Namibia, Portugal, Russland, Tschechien, im Vereinigten Königreich (Großbritannien) und den Vereinigten Staaten von Amerika (USA).

## Verwendung

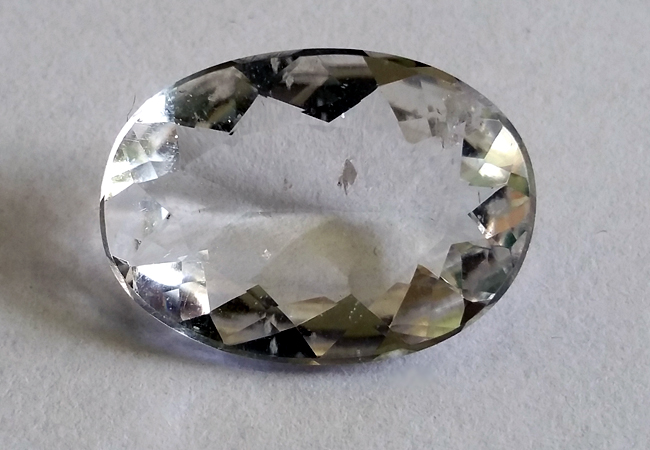
Facettierter Petalit, 12.66ct, Brasilien

Petalit ist – neben Spodumen und Lepidolithglimmer – eine wichtige Lithiumquelle. Ansonsten ist das Mineral vorwiegend in Sammlerkreisen bekannt. Farblose Varianten werden gelegentlich als Schmuckstein geschliffen (es ist auch eine Varietät Petalit-Katzenauge bekannt).